# Max Headroom (personage)

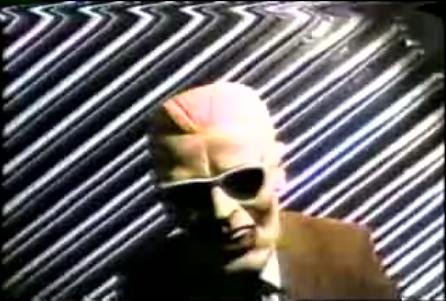
Het Max Headroom-incident waarbij een televisiesignaal in Chicago op 22 november 1987 gehackt werd door een man verkleed als Max Headroom

Max Headroom is een geanimeerde televisiepresentator uit de jaren tachtig, gespeeld door de acteur Matt Frewer. Het personage stond bekend om zijn met opzet stotterende, gesamplede stem. Aanvankelijk werd hij met conventionele handmatige methoden afgebeeld, later werd er computergrafiek gebruikt.
Hij is een personage in de Britse televisiefilm Max Headroom: 20 Minutes into the Future (1985), de Britse televisieserie The Max Headroom Show (1986-1987) en de Amerikaanse televisieserie Max Headroom (1987-1988). Hij werd ook gebruikt in reclamecampagnes van Coca-Cola en trad op in de videoclip van de single Paranoimia (1986) van The Art of Noise. In de 21e eeuw was hij te zien in de film Pixels (2015).

## Naam

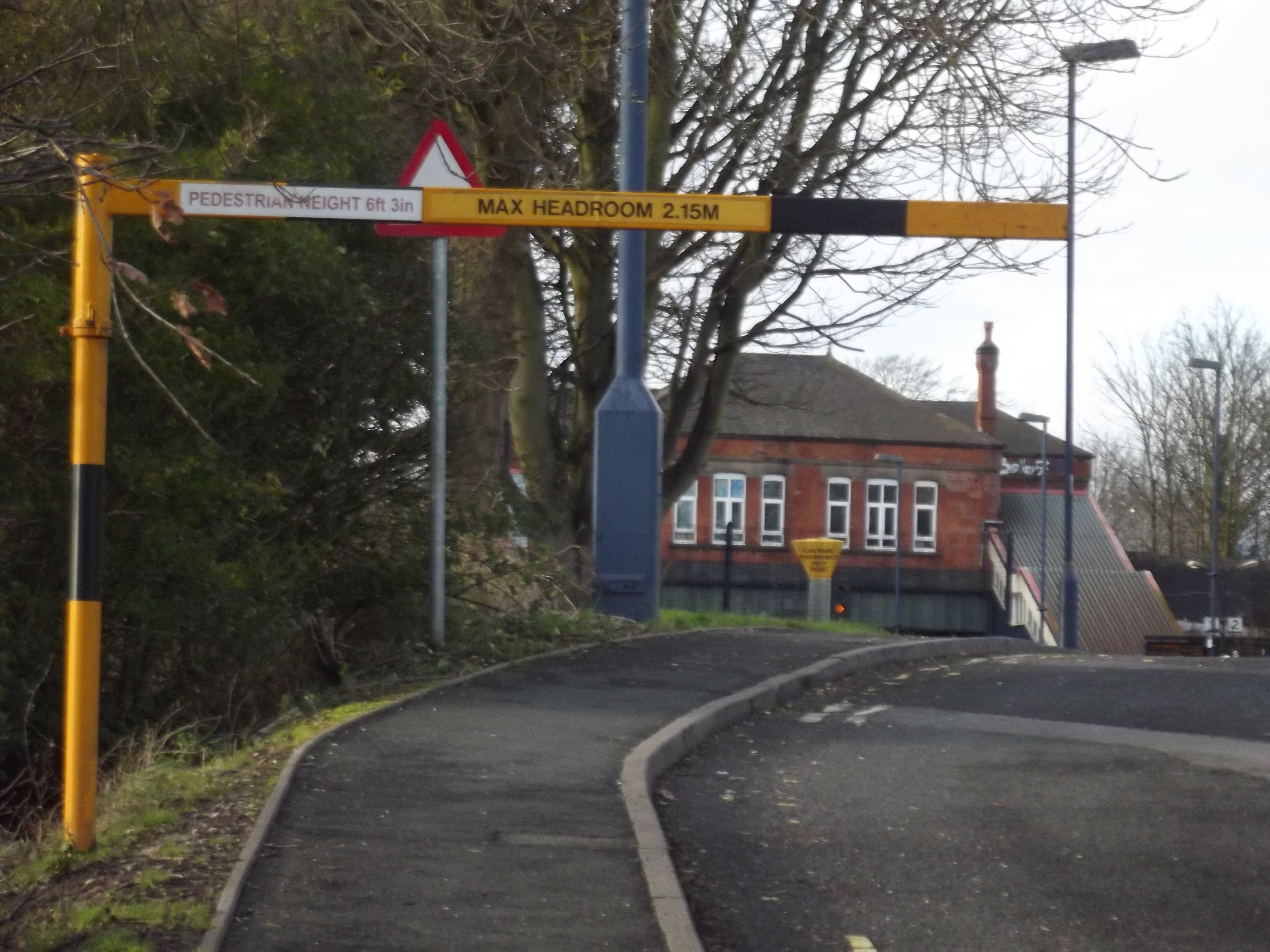
Een bord met daarop de vermelding 'MAX HEADROOM 2.15M'

De naam van deze personage is afgeleid van het Engelstalige begrip voor 'Maximale doorrijhoogte'. Borden met de tekst 'Max. headroom' en dan een afmeting zijn soms te zien bij lage viaducten, ingangen van parkeergarages enzovoorts.